# Эндерс, Джон Франклин
Джон Франклин Э́ндерс (англ. John Franklin Enders; 10 февраля 1897, Уэст-Хартфорд, штат Коннектикут — 8 сентября 1985, Уотерфорд, штат Коннектикут) — американский вирусолог.
Член Национальной академии наук США (1953) и Американской академии искусств и наук (1946), член Германской академии естествоиспытателей «Леопольдина» (1958), иностранный член Лондонского королевского общества (1967), Французской академии наук (1973; корреспондент с 1971).

## Биография
Окончил Йельский университет (1920), в котором состоял членом тайного общества «Свиток и ключ». В 1929—1956 гг. преподавал в Гарвардском университете. С 1946 года заведующий лабораторией инфекционных болезней при Педиатрическом центре в Бостоне, заведующий исследовательским отделом инфекционных болезней детской больницы Бостона. С 1956 года профессор детской больницы Гарвардской медицинской школы.

## Основные труды
Основные работы по бактериологии, иммунологии, вирусологии. Выявил новый тип полисахарида пневмококка, доказал каталитическую роль системы комплемента в опсонизации бактерий специфическими антителами. Совместно с Т. Уэллером и Ф. Роббинсом установил, что вирус полиомиелита не имеет специфического сродства к нервной ткани, разработал метод культуры клеток для выращивания вируса полиомиелита, революционизировавший вирусологические исследования. Создал вакцину против кори (совместно с др.).

## Награды и признание
- 1953 — Passano Award[нем.]
- 1954 — Нобелевская премия по физиологии или медицине (совместно с Ф. Роббинсом и Т. Уэллером), «За открытие способности вируса полиомиелита расти в культурах различных тканей.»
- 1954 — Премия Альберта Ласкера за фундаментальные медицинские исследования, «For the cultivation of the viruses of poliomyelitis, mumps, and measles.»
- 1958 — Введён в Polio Hall of Fame[англ.]
- 1960 — Человек года (Time)
- 1962 — Медаль Рудольфа Дизеля[нем.]
- 1962 — Премия Роберта Коха
- 1962 — Howard Taylor Ricketts Award[нем.]
- 1963 — Президентская медаль Свободы